# 안덕초등학교 (경북)
안덕초등학교는 대한민국 경상북도 청송군 안덕면 명당리 소재의 공립 초등학교이다.

## 학교 연혁
- 1935년 4월 1일 안덕공립보통학교 설립 인가 및 개교
- 1938년 4월 1일 안덕공립심상소학교[1] 개편
- 1941년 4월 1일 안덕공립국민학교[2] 개편
- 1981년 3월 1일 병설유치원 개원
- 1993년 3월 1일 신성국민학교 폐교 및 본교 통폐합
- 1996년 3월 1일 안덕초등학교 개편[3]
- 1997년 3월 1일 현남초등학교 폐교 및 본교 통폐합
- 1999년 9월 1일 지소초등학교 분교장 격하 편입
- 2000년 3월 1일 지소분교장 폐교 및 본교 통폐합
- 2018년 3월 1일 제32대 최병찬 교장 부임
- 2020년 2월 14일 제83회 졸업식(총 4,443명)
- 2025년 4월 1일 개교 90주년

## 학교 상징
- 교화(校花) - 작약 : 아름다운 작약 꽃처럼 교정에서 열심히 배워서 앞날의 희망을 가꾸어 나가는 안덕어린이이다.
- 교목(校木) - 향나무 : 향나무처럼 추우나 더우나 변함없는 자태로 성장하고, 학교를 사랑하는 마음을 지닌 안덕어린이이다.

## 참고 자료
- 안덕초등학교 - 한국교육학술정보원 학교알리미